# Braunschweig-Wolfenbüttel
Braunschweig-Wolfenbüttel var et tysk fyrstedømme i perioden 1432-1807. 
Braunschweig-Wolfenbüttel var et delhertugdømme eller delfyrstedømme under hertugdømmet Braunschweig-Lüneburg. Fyrstedømmet blev regeret af fyrsteslægten Welf. Da alle tyske prinser fra huset Welf er titulære hertuger, så omtales Braunschweig-Wolfenbüttel ofte som et hertugdømme. 

## Oprettet i 1432
I 1432 kom fyrsten af Braunschweig i strid med indbyggerne i byen Braunschweig, og han flyttede sin residens til Wolfenbüttel.

## Nedlagt i 1807
Braunschweig-Wolfenbüttel mistede sin selvstændighed, da området blev indlemmet i Kongeriget Westfalen i 1807. 
I 1814 blev landet dog genoprettet som Hertugdømmet Braunschweig. Dette hertugdømme kom under preussisk styre i 1884. I 1913 blev hertugdømmet genoprettet med Ernst August af Braunschweig (dattersøn af kong Christian 9. af Danmark) som hertug og med Viktoria Luise af Preussen (datter af kejser Wilhelm 2. af Tyskland) som hertuginde. 
Hertugdømmet ophørte definitivt, da Fristaten Braunschweig blev oprettet i 1918. I 1946 blev området en del af den tyske delstat Niedersachsen. 

## Kendte fyrster
- Heinrich 2. af Braunschweig-Wolfenbüttel, regerede fra 1514 til sin død i 1568. Han blev den sidste katolske fyrste i Niedersachsen.
- Ferdinand Albert 2. af Braunschweig-Wolfenbüttel (1680-1735), fyrste af Bevern 1687–1735 og også af Wolfenbüttel 1. marts – 13. september 1735.

## Prinser og prinsesser
- Ferdinand af Braunschweig (1721-1792) har haft betydning for udviklingen af Den Danske Frimurerorden. Bror til dronning Juliane Marie af Danmark-Norge.
- Juliane Marie af Braunschweig-Wolfenbüttel (1729-1796), dansk-norsk dronning 1752 – 1766, gift med kong Frederik 5. af Danmark-Norge.
- Ivan 6. af Rusland (1740-1764), sønnesøn af Ferdinand Albert 2. af Braunschweig-Wolfenbüttel. Allerede da Ivan var spæd, blev han styrtet som Zar. De nye russiske magthavere satte ham og hans familie i arrest. Før sin 4 års fødselsdag blev Ivan adskilt fra sine forældre og søskende. Ivan og hans forældre døde i russisk fangenskab. I 1780 blev Ivans fire overlevende søskende overført til Det russiske hof i Horsens, hvor de sad i husarrest i resten af deres liv.

## Braunschweig-Wolfenbüttel-Bevern
I 1667 blev Braunschweig-Wolfenbüttel-Bevern oprettet som et selvstændigt fyrstedømme. I marts 1735 blev Wolfenbüttel arvet af fyrsten af Bevern. Dermed mistede Bevern en stor del af sin selvstændighed. Frem til 1809 gik titlen som hertug eller fyrste af Bevern i arv i en yngre gren af slægten. Derefter faldt titlen tilbage til hovedlinjen, hvor den gik af brug i 1815. 
Flere prinser og prinsesser af Bevern gik i dansk tjeneste. 
Prinsesse Christine Sophie af Braunschweig-Wolfenbüttel-Bevern (1717–1779) var gift med Frederik Ernst af Brandenburg-Kulmbach, der var bror til dronning Sophie Magdalene af Danmark-Norge. Frederik Ernst var den danske konges statholder i Slesvig-Holsten fra 1731 og frem til sin død i 1762. 
Prins Georg Ludvig af Braunschweig-Wolfenbüttel-Bevern (1721-1747) var bror til Christine Sophie. Han var chef for det sjællandske regiment. Han blev far til Støvlet-Cathrine, der var kong Christian 7.s kurtisane i 1767-1768. 
Hertug Frederik Carl Ferdinand af Braunschweig-Lüneburg-Bevern (1729-1809) var bror til Christine Sophie og Georg Ludvig. Han var titulær hertug af Bevern i 1781–1809. Han var gift med hertuginde Anna Caroline (1751–1824) af Glücksborg. Frederik Carl Ferdinand gik ind det danske militær i 1760. I 1764 blev han dansk generalfeltmarskal og ridder af Elefanten. 